# Hannu-Pekka Björkman
Hannu-Pekka Juhani Björkman (Kannonkoski, 11 febbraio 1969) è un attore, doppiatore e regista finlandese.

## Biografia
Nasce l'11 febbraio 1969 a Kannonkoski, Finlandia.
Fra il 1991 e il 1992 studia presso il "Lahden kansanopiston teatterilinj". Ha recitato in produzioni cinematografiche e teatrali e fa parte del Teatro COM.
Dal 2013 è professore di recitazione presso il "Teatterikorkeakoulu".

### Vita privata
Ha sposato l'attrice Minna Haapkylä dalla quale ha avuto due figli: Eliel, nato nel 2004, e Luukas, nato nel 2008.

## Riconoscimenti e premi
Nel 2010 è stato insignito del Premio Finlandia.

## Filmografia parziale

### Cinema
- Sirpaleita, regia di Aku Louhimies (1996)
- Pojat pojat, auringot laskee, regia di Pasi Peni (1997)
- Lakeuden kutsu, regia di Ilkka Vanne (2000)
- Klassikko, regia di Kari Väänänen (2001)
- Rumble, regia di Jani Volanen (2002)
- Käytösrangaistus, regia di Dome Karukoski (2003)
- Pahat pojat, regia di Aleksi Mäkelä (2003)
- Nousukausi, regia di Johanna Vuoksenmaa (2003)
- Eila, regia di Jarmo Lampela (2003)
- Lapsia ja aikuisia - Kuinka niitä tehdään?, regia di Aleksi Salmenperä (2004)
- Eläville ja kuolleille, regia di Kari Paljakka (2005)
- FC Venus, regia di Joona Tena (2005)
- V2 - jäätynyt enkeli, regia di Aleksi Mäkelä (2007)
- Miracolo di una notte d'inverno (Joulutarina), regia di Juha Wuolijoki (2007)
- Raja 1918, regia di Lauri Törhönen (2007)
- Blackout, regia di Jukka-Pekka Siili (2008)
- Rööperi, regia di Aleksi Mäkelä (2009)
- The House of Branching Love - La Casa degli amori stabili (Haarautuvan rakkauden talo), regia di Mika Kaurismäki (2009)
- Kuulustelu, regia di Jörn Donner (2009)
- Täällä Pohjantähden alla, regia di Timo Koivusalo (2009)
- Havukka-ahon ajattelija, regia di Kari Väänänen (2009)
- Täällä Pohjantähden alla II, regia di Timo Koivusalo (2010)
- Hella W, regia di Juha Wuolijoki (2011)
- 2B, regia di Jäppi Savolainen (2011)
- Kohta 18, regia di Maarit Lalli (2012)
- Veden peili, regia di Rax Rinnekangas (2012)
- Kaappari, regia di Aleksi Mäkelä (2013)
- Kaikella rakkaudella, regia di Matti Ijäs (2013)
- Käsilaukku, regia di Mikko Myllylahti (2013)
- Luciferin viimeinen elämä, regia di Rax Rinnekangas (2013)
- Isänmaallinen mies, regia di Arto Halonen (2013)
- Risto Räppääjä ja liukas Lennart, regia di Timo Koivusalo (2014)
- Ruotsalainen hetki, regia di Hannu-Pekka Björkman, Minna Haapkylä, Teemu Kaskinen, Elina Knihtilä, Tommi Korpela e Mark Lwoff (2014)
- Theon talo, regia di Rax Rinnekangas (2014)
- Armi elää!, regia di Jörn Donner (2015)
- Häiriötekijä, regia di Aleksi Salmenperä (2015)
- Pieniä kömpelöitä hellyydenosoituksia, regia di Miia Tervo (2015)
- L'altro volto della speranza (Toivon tuolla puolen), regia di Aki Kaurismäki (2017)
- Ikitie, regia di Antti-Jussi Annila (2017)
- 95, regia di Aleksi Mäkelä (2017)
- Void (Tyhjiö), regia di Aleksi Salmenperä (2018)
- Land of Hope (Oma maa), regia di Markku Pölönen (2018)
- Olavi Virta, regia di Timo Koivusalo (2018)
- The Human Part (Ihmisen osa), regia di Juha Lehtola (2018)
- Aurora, regia di Miia Tervo (2019)
- Elvis & Onerva, regia di Mikael Syrjälä (2019)
- The Renovation (Se mieletön remppa), regia di Taneli Mustonen (2020)
- Se upp för Jönssonligan, regia di Tomas Alfredson (2020)
- Vinski and the Invisibility Powder (Vinski ja näkymättömyyspulveri), regia di Juha Wuolijoki (2021)
- The Woodcutter Story (Metsurin tarina), regia di Mikko Myllylahti (2022)
- Herman the Clown (Pelle Hermanni), regia di Timo Koivusalo (2022)
- Lapua 1976, regia di Toni Kurkimäki (2023)
- Pelle Hermanni ja hypnotisoija, regia di Timo Koivusalo (2023)
- The Missile (Ohjus), regia di Miia Tervo (2024)
- Perhoset, regia di Jenni Toivoniemi (2024)

#### Doppiatore
- Niko - Una renna per amico (Niko - lentäjän poika), regia di Michael Hegner e Kari Juusonen (2008)

### Televisione
- Maisteri, regia di Tomi Tuikkala (1998)
- Nainen kedolla, regia di Juha Lehtola (2003)
- Arvon veli, regia di Mika Lehtinen (2004)
- Gourmet Club, regia di Juha Wuolijoki (2004)
- Tarpeettomia ihmisiä, regia di Matti Ijäs (2005)